# НСТЈ статистички региони Мађарске
Номенклатура статистичких територијалних јединица (НСТЈ) је геокодски стандард (Geospatial Entity Object Code) Европске уније који се користи у статистичке сврхе и помоћу које је направљена подела Европе на административне регионе. НСТЈ је основан од стране Евростата (Eurostat).
Мађарска у оквиру нивоа НСТЈ 1 има три главне регионалне јединице (Прекодунавска Мађарска, Централна Мађарска и Велике равнице и северна Мађарска). У оквиру нивоа НСТЈ 2 су статистички региони, а у оквиру НСТЈ 3 су жупаније.
| НСТЈ 1                            | НСТЈ 1 | НСТЈ 2                  | НСТЈ 2 | НСТЈ 3               | НСТЈ 3 |
| Главне регије                     | Код    | Велике ерије            | Код    | Регије               | Код    |
| --------------------------------- | ------ | ----------------------- | ------ | -------------------- | ------ |
| Централна Мађарска                | HU1    | Централна Мађарска      | HU10   | Будимпешта           | HU101  |
| Централна Мађарска                | HU1    | Централна Мађарска      | HU10   | Пешта                | HU102  |
| Прекодунавска Мађарска            | HU2    | Централна прекодунавска | HU21   | Фејер                | HU211  |
| Прекодунавска Мађарска            | HU2    | Централна прекодунавска | HU21   | Комаром-Естергом     | HU212  |
| Прекодунавска Мађарска            | HU2    | Централна прекодунавска | HU21   | Веспрем              | HU213  |
| Прекодунавска Мађарска            | HU2    | Западна прекодунавска   | HU22   | Ђер-Мошон-Шопрон     | HU221  |
| Прекодунавска Мађарска            | HU2    | Западна прекодунавска   | HU22   | Ваш                  | HU222  |
| Прекодунавска Мађарска            | HU2    | Западна прекодунавска   | HU22   | Зала                 | HU223  |
| Прекодунавска Мађарска            | HU2    | Јужна прекодунавска     | HU23   | Барања               | HU231  |
| Прекодунавска Мађарска            | HU2    | Јужна прекодунавска     | HU23   | Шомођ                | HU232  |
| Прекодунавска Мађарска            | HU2    | Јужна прекодунавска     | HU23   | Толна                | HU233  |
| Велике равнице и северна Мађарска | HU3    | Северна мађарска        | HU31   | Боршод-Абауј-Земплен | HU311  |
| Велике равнице и северна Мађарска | HU3    | Северна мађарска        | HU31   | Хевеш                | HU312  |
| Велике равнице и северна Мађарска | HU3    | Северна мађарска        | HU31   | Ноград               | HU313  |
| Велике равнице и северна Мађарска | HU3    | Велика северна равница  | HU32   | Хајду-Бихар          | HU321  |
| Велике равнице и северна Мађарска | HU3    | Велика северна равница  | HU32   | Јас-Нађкун-Солнок    | HU322  |
| Велике равнице и северна Мађарска | HU3    | Велика северна равница  | HU32   | Саболч-Сатмар-Берег  | HU323  |
| Велике равнице и северна Мађарска | HU3    | Велика јужна равница    | HU33   | Бач-Кишкун           | HU331  |
| Велике равнице и северна Мађарска | HU3    | Велика јужна равница    | HU33   | Бекеш                | HU332  |
| Велике равнице и северна Мађарска | HU3    | Велика јужна равница    | HU33   | Чонград              | HU333  |

## Извори и спољашње везе
- Eurostat - Portrait of the regions (forum.europa.eu.int)
- Overview maps of the NUTS and Statistical Regions of Europe (ec.europa.eu)
- Hungary counties (Statoids.com)
- Comparative analysis of some Hungarian regions by using “COCO” method Архивирано на веб-сајту  (3. март 2016) (DOC file) (HTML version[мртва веза])
- Magyarország – NUTS level 3 (PDF; at the website of the Hungarian Prime Minister’s Office )
- Regions of Hungary (at Hungary.hu, the Government Portal of Hungary)
- Hungary and the regions